# Hugo Descat
Pour les articles homonymes, voir Descat.

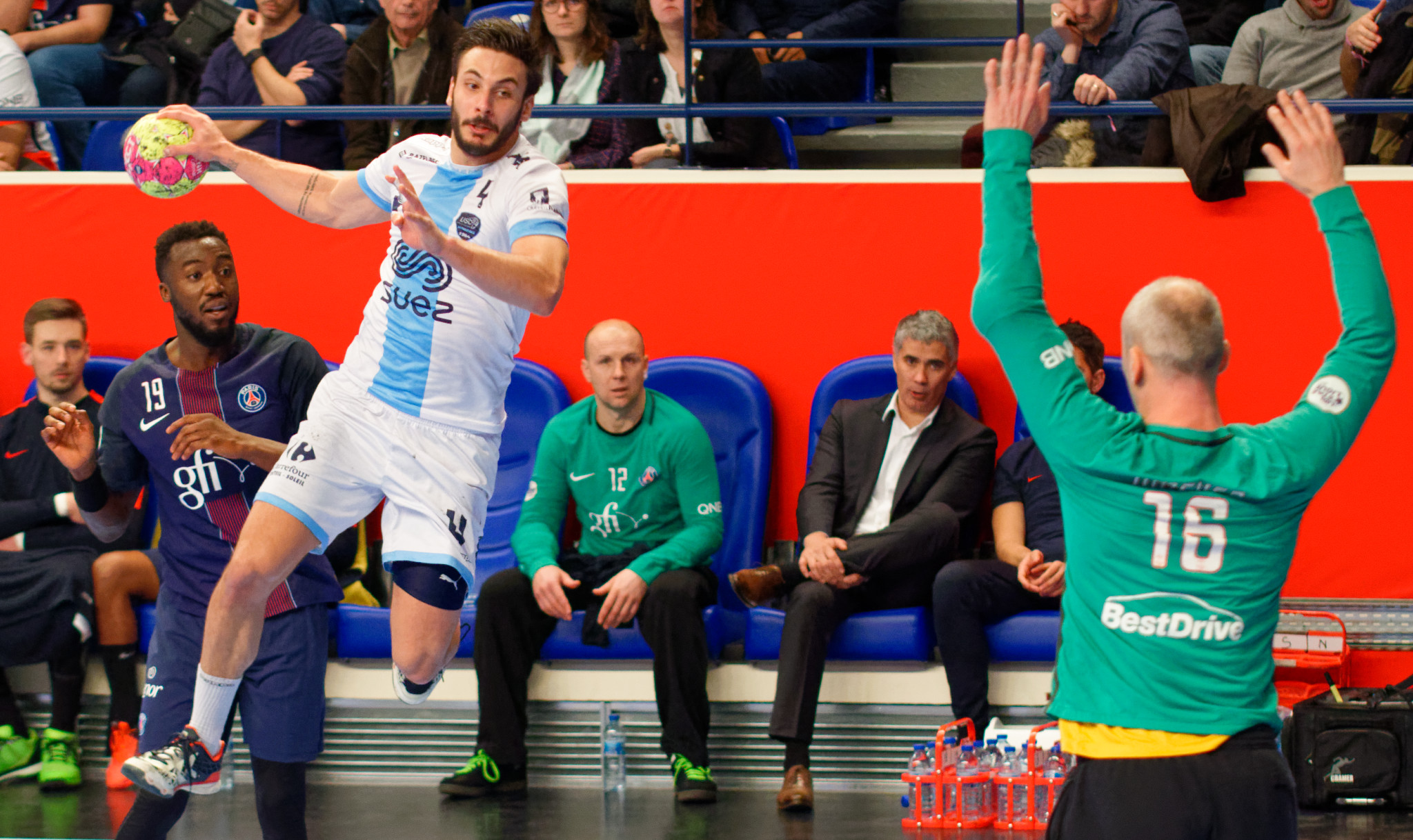
Hugo Descat au tir face à Thierry Omeyer, le 14 décembre 2016.

Hugo Descat, né le 16 août 1992 à Paris, est un joueur français de handball évoluant au poste d'ailier gauche.
Après avoir été formé puis être devenu professionnel à l'US Créteil (entre 2007 et 2017), il rejoint en 2017 le club roumain du Dinamo Bucarest. 2019 marque son retour en France puisqu'il s'est engagé pour trois saisons au Montpellier Handball. Il rejoint le club hongrois du Veszprém KSE en 2023.

## Biographie

### Carrière en club
Formé au club de Villiers-sur-Marne, Hugo Descat réalise de brillants passages dans les équipes jeunes du club. Il atteint notamment une troisième place en championnat inter-comités avec l'équipe du Val-de-Marne.
Remarqué par le centre de formation de l'US Créteil handball, il évolue en Nationale 2 jusqu'en 2011. Lors de sa première saison, il est notamment élu joueur du mois en novembre 2011. À la fin de la saison, il est récompensé du trophée de meilleur espoir du championnat lors de la Nuit du handball 2012. Malgré ses bonnes performances puisque Descat termine 3e meilleur buteur du championnat avec 154 buts, l'US Créteil est reléguée en 2e division à l'issue de la saison 2012-2013.
Après un an de purgatoire en 2e division et une blessure au pubis, il fait son retour pour la saison 2014-2015. Après deux victoires sur Istres en Coupe de la Ligue et Sélestat en championnat, il comptabilise vingt-trois buts. Tournant à une moyenne de 6,38 buts par matchs, il réalise de grosse prestations face à des cadors du championnat comme Saint-Raphaël (10 buts), Chambéry (7 buts), Nîmes (13 buts) et Paris (6 buts). Lors de la trêve hivernale, il participe à la seconde édition du Hand Star Game, qui rassemble les meilleurs joueurs de D1. Il se fait remarquer en réalisant deux roucoulettes sur cinq tirs. Au lendemain de la trêve hivernale 2014-2015, Hugo Descat contribue à la qualification de son équipe pour les seizièmes de finale de la Coupe de France contre Angers sur le score de 25 à 29 avec six buts. En clôture de la 15e journée de D1, Créteil remporte une victoire à l'arraché contre Toulouse sur le score de 31-28. Performant sur la rencontre, il inscrit sept buts dont quatre jets de 7m. Sous la houlette de son nouvel entraîneur Christophe Mazel, l'US Créteil connaît un début d'année 2015 parfait avec sept victoires en autant de matchs. Lors de la 18e journée de D1, il atteint les 108 buts face au Pays d'Aix UC. En quart de finale de la Coupe de France, ses deux buts ne peuvent empêcher le PSG de se qualifier (25-28). Descat est nommé à l'élection du meilleur joueur du mois de février 2014, remporté par le polonais Pawel Podsiadlo. Lors du match contre Montpellier pour la 20e journée de D1, le jeune homme inscrit neuf buts avec un 100% aux jets de sept mètres. Créteil connaît ensuite une série noire de six défaites en championnat entre avril et mai, sauvant sa saison sur le fil contre Tremblay (25-23) puis de Sélestat (28-30) avec une 9e place finale. Cinquième meilleur buteur du championnat à l'issue de la saison avec 141 réalisations, il se classe à plusieurs reprises dans le Top buts LNH.
Le 13 juin 2017, il s'engage avec le Dinamo Bucarest pour une saison plus une en option. Il y remporte deux titres de Champion de Roumanie.
En janvier 2019, il fait son retour en France en s'engageant pour les trois saisons suivantes avec le Montpellier Handball.
En juin 2022, sa signature pour le club hongrois du Veszprém KSE est annoncée avec un contrat de deux ans à compter de 2023.

### Carrière en sélection
Hugo Descat commence sa carrière en sélection nationale, à l'âge de quatorze ans. En juillet 2009, il connaît sa première grande compétition internationale lors du Festival olympique de la jeunesse européenne en Finlande ou il remporte sa première médaille d'or. Performant dans chacun de ses passages en équipe jeunes, il remporte le bronze aux JO de la Jeunesse 2010 et au mondial en Bosnie trois ans plus tard aux côtés de ses partenaires de club Adrien Ballet, Antoine Ferrandier, Quentin Minel et Jérémy Toto. Il connait sa première sélection en équipe de France le 4 avril 2013 contre la Norvège en compagnie du gardien dunkerquois Vincent Gérard. En prévision du Championnat du monde 2015, il participe au stage de préparation de l'équipe de France à Capbreton, en tant qu'invité aux côtés notamment de Benjamin Afgour et Wesley Pardin, mais ne joue aucun match.
Il doit ainsi attendre le 9 janvier 2021 pour faire son retour en équipe de France, étant le second ailier gauche avec Michaël Guigou parmi les 20 joueurs sélectionnés pour jouer les deux matchs qualifications à l'Euro 2022 puis le Mondial 2021 en Égypte.
Débutant la compétition pleine de doute, la France réalise finalement une belle compétition, atteignant les demi-finales mais terminant à la 4e place. Sur le plan individuel, c'est une première pleinement réussie pour Descat puisque, avec 38 buts marqués, il est le 11e meilleur buteur de la compétition et le premier buteur français. C'est logiquement qu'il est à nouveau retenu par Guillaume Gille pour participer aux Jeux olympiques de Tokyo, qui ont été reportés à l'été 2021 à cause de la pandémie de Covid-19. Grâce notamment à Descat qui sera retenu dans l'équipe-type de la compétition, les Bleus remportent le titre olympique après un tournoi maîtrisé. Six mois plus tard, il participe à sa troisième compétition internationale en un an à l'occasion du Championnat d'Europe 2022. Devenu titulaire au poste après la retraite internationale de Michaël Guigou, Descat termine 6e meilleur buteur de la compétition mais, comme un an plus tôt, la France termine au pied du podium.

## Palmarès

### En clubs
Compétitions internationales
- Vainqueur de la Coupe du monde des clubs (1) : 2024

Compétitions nationales
- Vainqueur du Championnat de Hongrie (1) : 2024
- Vainqueur de la Coupe de Hongrie (1) : 2024
- Deuxième du Championnat de France en 2021 et 2023
- Finaliste de la Coupe de France en 2021 et 2023
- Finaliste du Trophée des champions en 2019
- Vainqueur du Championnat de Roumanie (2) : 2018, 2019
- Vainqueur de la Supercoupe de Roumanie (1) : 2018
- Vainqueur du Championnat de France D2 (2) : 2011 et 2014

### En équipes nationales
Équipe de France A
- Jeux olympiques
  -  Médaille d'or aux Jeux olympiques de 2020 à Tokyo
  - 8e place aux Jeux olympiques de 2024 à Paris
- Championnat du monde
  - 4e place au championnat du monde 2021 en Égypte
- Championnat d'Europe
  - 4e place au championnat d'Europe 2022 en Hongrie et Slovaquie
  -  Médaille d'or au championnat d'Europe 2024 en Allemagne

Équipes de France jeunes et junior
- Médaille d'or au Festival olympique de la jeunesse européenne en 2009, en  Finlande
- Médaille de bronze aux Jeux olympiques de la jeunesse en 2010, à  Singapour
- 4e place au Championnat du monde jeunes en 2011 (en), en  Argentine
- 14e place au Championnat d'Europe des -20 ans 2012, en  Turquie
- Médaille de bronze au Championnat du monde junior 2013, en  Bosnie-Herzégovine

### Distinctions individuelles
Senior
- Élu meilleur ailier gauche des Jeux olympiques de 2020 à Tokyo [9]
- Élu meilleur ailier gauche du Championnat de France en 2019-2020 et 2020-2021
- 2e meilleur buteur du championnat de France en 2017 avec 158 buts
- Élu meilleur espoir du championnat de France 2012

Junior et jeunes
- Élu meilleur ailier gauche du Championnat du monde jeunes en 2011 (en)
- 2e meilleur buteur du Championnat du monde jeunes en 2011 (en) avec 55 sur 68 buts
- Élu joueur LNH du mois de novembre 2011 et en mars 2017

## Décorations
- Chevalier de la Légion d'honneur (2021)[10]